# Felix Hauswirth

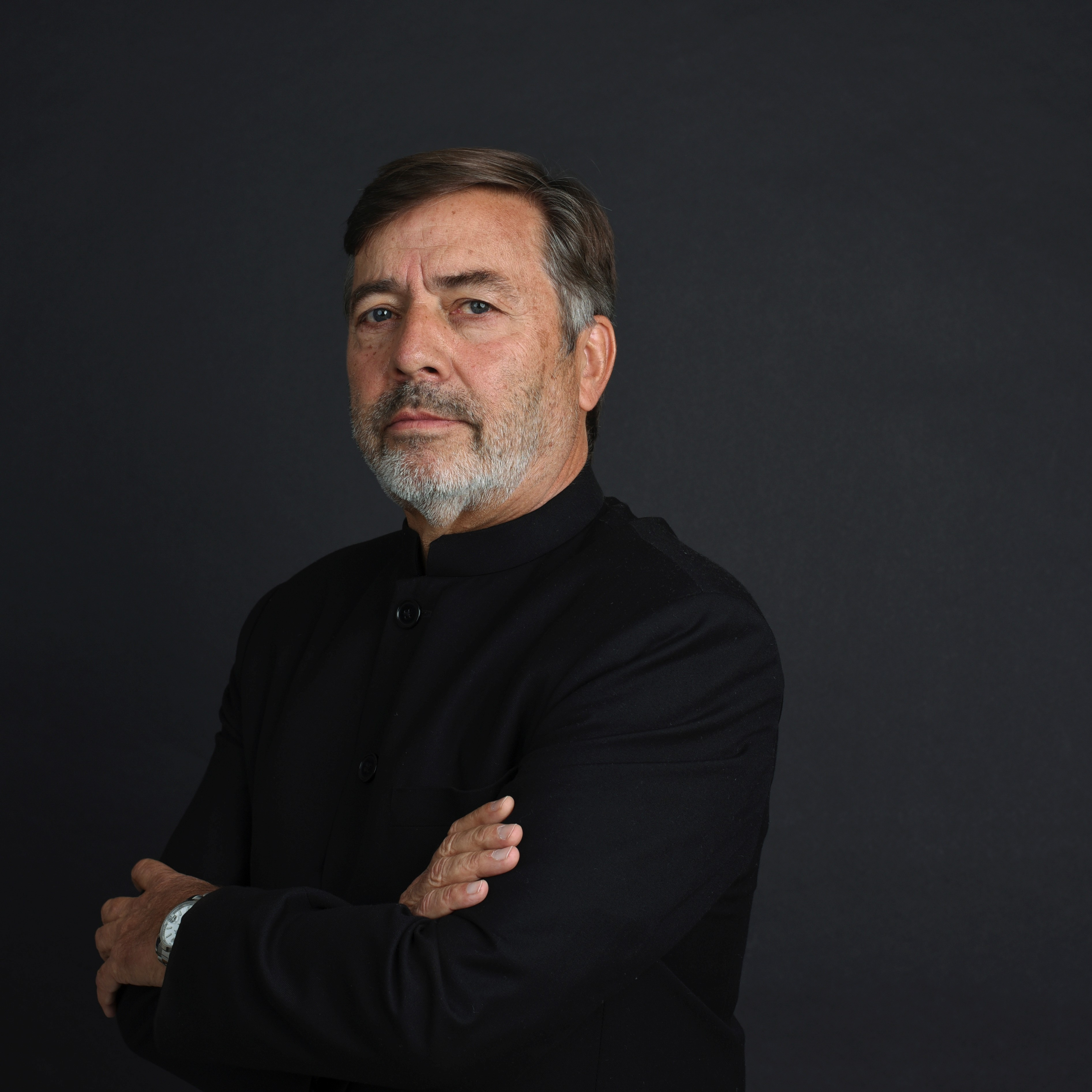
Felix Hauswirth

Felix Hauswirth (* 26. November 1955 in Luzern) ist ein Schweizer Dirigent, Musikpädagoge und Experte für Blasmusik.

## Leben und Wirken
Als Jugendlicher spielte Felix Hauswirth zunächst Klavier und Posaune. Nach einer Ausbildung zum Primarlehrer studierte er von 1976 bis 1980 am Konservatorium Luzern Blasorchesterdirektion bei Albert Benz und Josef Gnos sowie Musiktheorie bei Albert Jenny. Anschließend bildete er sich in den USA bei H. Robert Reynolds und Elisabeth A. H. Green weiter und unterrichtete 1983 selbst ein Semester an der University of Michigan. Seither ist Hauswirth regelmäßiger Gastdozent und -dirigent an verschiedenen amerikanischen Universitäten.
Von 1980 bis 2017 dirigierte er die Stadtmusik Zug. Zwecks Nachwuchsförderung gründete Hauswirth 1983 das Schweizer Jugendblasorchester, welches er projekthaft bis 1993 leitete. In den 1980er Jahren war er zudem Dirigent des Orchesters der Stadtjugendmusik Zürich. Von 1991 bis 2020 war er künstlerischer Leiter des Sinfonischen Jugendblasorchesters Baden-Württemberg (SJBO). Internationale Konzertreisen und Jurytätigkeiten führten ihn in diverse Länder Europas, in die USA und Kanada, den Nahen und Fernen Osten, nach Australien, Afrika und Südamerika. Darüber hinaus entstanden zahlreiche Aufnahmen für verschiedene Rundfunkstationen sowie diverse CD-Produktionen.
Als Professor für Blasorchesterdirektion dozierte Hauswirth von 1985 bis 2021 an der Musikhochschule Basel und von 2004 bis 2007 auch an der Musikhochschule Zürich. Daneben unterrichtete er langjährig als Schulmusiker an der Kantonsschule Zug. Von 1998 bis 2011 war er Dozent für Blasorchesterdirektion an der Bundesakademie für musikalische Jugendbildung in Trossingen, von 2000 bis 2009 am Istituto Superiore Europeo Bandistico in Trento und von 2008 bis 2011 am Instituto Piaget in Lissabon. Seit 2020 lehrt er als Gastdozent an der Sibelius-Akademie in Helsinki.
Von 1993 bis 2000 war Hauswirth künstlerischer Leiter der Internationalen Festlichen Musiktage Uster (IFMU), einem von Albert Häberling gegründeten Festival zur Förderung von zeitgenössischer Blasmusik. Von 1997 bis 2001 war er Präsident der World Association for Symphonic Bands and Ensembles (WASBE). Anlässlich des „Jahres der Schweizerblasmusikliteratur 2023“ wurde er als künstlerischer Leiter des Festivals aVENTura berufen.
Felix Hauswirth initiierte gegen 100 Kompositionen namhafter Komponisten für Blasorchester und Bläserensembles, deren Uraufführungen er mitunter selbst dirigierte, so u. a. Werke von Amando Blanquer, Daniel Bukvich, Franco Cesarini, Juraj Filas, John Golland, Mani Planzer, Rolf Rudin und Robert Suter.
Von 2000 bis 2006 war er als künstlerischer Berater in der Geschäftsleitung beim Schweizer Musikverlag Ruh Musik AG tätig. Als Arrangeur und Herausgeber veröffentlichte er zahlreiche Blasorchesterwerke u. a. bei Ruh Musik AG, Éditions Robert Martin sowie im Selbstverlag Edition Hauswirth. Nachfolgend eine Auswahl seiner bisher erschienenen Publikationen, die sich vorwiegend mit der Geschichte und Literatur der Blasmusik und mit der Ausbildung von Dirigenten befassen:

## Publikationen
- 1000 PLUS – ausgewählte Werke für Blasorchester und Bläserensembles Grad 4-6. Ruh, Adliswil 1986/2010
- Kleine Geschichte der geblasenen Musik. Selbstverlag 1987 (vergriffen)
- Gustav Holst: Leben und Werke. Selbstverlag 1989 (vergriffen)
- Programmnotizen – Musik für Blasorchester und Bläserensembles. Ruh, Adliswil 1997
- Der Blasorchester Dirigent. Ruh, Adliswil 1997/2003
- 600 ausgewählte Werke für Blasorchester und Bläserensembles Grad 2-3. Ruh, Adliswil 1998/2010
- Partiturstudium. Ruh, Adliswil 2004

## Auszeichnungen
- 2009: Midwest Clinic International Award (Chicago)
- 2017: „Honorary Life Member“ der World Association for Symphonic Bands and Ensembles (Utrecht)